# Скала, Невио
Не́вио Ска́ла (итал. Nevio Scala; род. 22 ноября 1947, Лоццо-Атестино, Венеция) — итальянский футболист и тренер. В составе «Милана» стал чемпионом Италии, обладателем Кубка европейских чемпионов и Кубка обладателей кубков. В качестве главного тренера «Пармы» выиграл Кубок обладателей кубков, Кубок УЕФА и Суперкубок УЕФА. Выиграл Межконтинентальный кубок с дортмундской «Боруссией». Чемпион Средиземноморских игр в составе сборной Италии.

## Игровая карьера

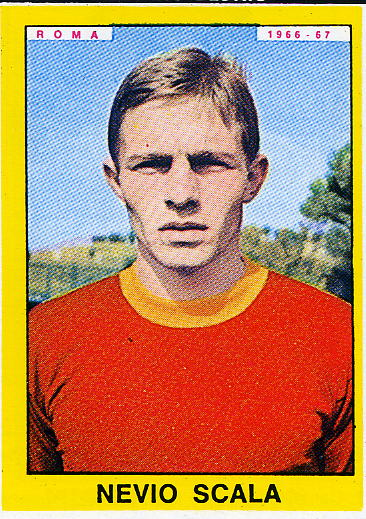
Скала в 1966 году

Игровую карьеру уроженец Лоццо-Атестино начал в 16-летнем возрасте, оказавшись в 1963 году в примавере «Милана». 27 октября 1965 года дебютировал на «Сан-Сиро» за первую команду клуба, но закрепиться в ней не смог. Не слишком атлетичный полузащитник отправился по окончании сезона 1965/1966 на правах аренды в «Рому». В Риме Скала подтянул физику и возмужал, вернувшись через сезон в любимый город и клуб зрелой личностью и состоявшимся футболистом. В 1967 году в составе россонери Скала выигрывает свой первый трофей — Кубок Италии и получает шанс проявить себя в Кубке кубков. Дебютный еврокубковый сезон Скалы становится триумфальным для «Милана»: 23 марта 1968 года в финале второго по значимости футбольного турнира Европы итальянцы одерживают победу над «Гамбургом» (2:0). В том же году Скала становится чемпионом Италии, а ещё через год — победителем главного клубного турнира Европы. 28 мая 1969 года в финальном поединке Кубка чемпионов повержена лиссабонская «Бенфика» (4:1). Разделив успех своего клуба, Скала, однако, участия в матче, который мог стать высшей точкой в его игровой карьере, не принимал, а после окончания футбольного сезона покинул клуб. На этот раз — надолго. Лишь в 1975 году на один сезон вернулся в «Милан», причём непосредственно из стана его принципиального соперника — «Интернационале». После 1976 года карьера Скалы-футболиста резко пошла на спад; он играет в клубах из низших дивизионов и в итоге заканчивает карьеру в Серии C1.

## Тренерская карьера

### От Виченцы до Дортмунда. Триумф «Пармы»
В 34 года, едва покинув футбольное поле, Скала он начал готовиться к тренерской деятельности. В 1985 году 38-летний Скала вошёл в тренерский штаб «Виченцы», а через два года — возглавил выступавшую в Серии B «Реджину». За два сезона руководства калабрийской командой Скала так и не справился с задачей повышения[кого?] в классе и в 1989 году переместился на тренерский мостик «Пармы». В сезоне 1991/1992 команда завоевала Кубок Италии. Год спустя «Парма» победила в розыгрыше Кубка обладателей кубков, обыграв в финале на лондонском стадионе «Уэмбли» «Антверпен» (3:1), а затем завоевала и Суперкубок УЕФА, выиграв у «Милана» (2:1). В 1994 году «Парма» второй сезон подряд играла в финале Кубка обладателей кубков, но уступила лондонскому «Арсеналу» (0:1). В следующем сезоне «Парма» завоевала новый международный трофей — Кубок УЕФА; и снова соперником Скалы по финальному поединку европейского турнира стала итальянская команда — по итогам двухматчевого противостояния с туринским «Ювентусом» благодаря двум голам Дино Баджо «Парма» выходит победителем (1:0 и 1:1). Единственной непокорённой вершиной в Европе для Скалы остаётся Лига чемпионов; не попав в призёры Серии A в сезоне 1995/96 и довольствовавшись путёвкой лишь во второстепенные еврокубки, и без того уже выигранные, Невио покидает в целом успешную «Парму» и фактически начинает карьеру заново, возглавив проблемную «Перуджу», которая остаётся последней итальянской командой в карьере Скалы.
В 1997 году Невио Скала впервые пробует свои силы во главе зарубежной команды — дортмундской «Боруссии». Тогда же на уровне международных турниров карьера итальянского специалиста увенчивается Межконтинентальным Кубком, завоёванным в матче против бразильского «Крузейро» на Олимпийском стадионе в Токио. Других трофеев с немецким клубом Скала не добился.

### Турция, Украина, Россия
С 1998 года начинается постепенный отход Невио Скалы от тренерской деятельности. Два года он никого не тренирует и занимается предпринимательством, в 2000-м — отправляется в Стамбул, заключив двухлетнее соглашение с «Бешикташем». Так, оказавшись на юго-восточной отметке большого востока Европы, Скала до фактического окончания тренерской карьеры более его не покинет, лишь перемещаясь по различным его направлениям. «В Турции случился дефолт. Довольно трудно управлять командой, когда игрокам не платят зарплату. Ко всему прочему в „Бешикташе“ поменялось правление, пришли новые, не очень опытные и, как оказалось, не очень сведущие в футболе люди», — рассказывал впоследствии Скала. Будучи уволенным за «неудовлетворительное» второе место в чемпионате Турции уже спустя год после назначения, Скала по милости президента «Бешикташа» Сердара Бильджылы оказался тем самым в эпицентре неприятной истории: не желая платить неустойку итальянцу за расторжение договора, Бильджылы публично заявил о недееспособности Скалы по состоянию здоровья, сославшись на проблемы, которые специалист действительно испытывал ещё в начале 1990-х. Репутационный урон был слишком велик, чтобы Невио оставил эту позорную выходку просто так. Он подал в суд, потребовав публичных извинений от президента «Бешикташа» и выплаты полагающейся компенсации в размере 1,5 миллиона долларов. Беспрецедентный процесс привлёк к себе внимание всей Европы и завершился формальной победой Скалы. Однако причитающиеся деньги, по его словам, он так и не получил, хотя решение суда и в этой конкретной части дела было на его стороне.
В январе 2002 года Скала стал главным тренером донецкого «Шахтёра».

А мне очень нравится снег. Вообще климат — это не то, что могло повлиять на мой выбор. Я привычен к холоду — я с севера Италии, из Падуанской долины, где зимой довольно холодно. Так получилось, что моя жизнь связана с футболом, но по духовному складу я считаю себя крестьянином. Я крестьянский сын и помню об этом. Отпуск уже давно провожу на своей ферме, где помогаю своим братьям выращивать табак. Вам покажется это странным, но я выбрал «Шахтёр» ещё и потому, что меня очень притягивала Украина. Её богатые земли. Мне предложили в клубе несколько машин, я выбрал «Ниву», чтобы можно было везде проехать. Я уже неплохо знаю Донецкую область. Знаю, где засеян подсолнечник, где пшеница, где картофель. Знаю, какую технику применяют украинские крестьяне. Конечно, не очень современную. Хотя и современная итальянская техника не слишком годится для обработки таких огромных площадей.— Невио Скала
В один сезон итальянский тренер не оставляет камня на камне от исторически сложившейся картины украинского чемпионата — впервые в его истории бессменный лидер и гегемон Украины, киевское «Динамо», остаётся без трофеев и без чемпионства, на что, правда, не могла не повлиять внезапная кончина В. В. Лобановского за несколько туров до окончания чемпионата. Золотым дублем в сезоне 2001/02 Невио Скала положил начало эре великого «Шахтёра». Расставшись с «горняками» на победной волне, Скала делает очередной перерыв в тренерстве и всецело посвящает себя своим делам на родине.
В декабре 2003 года Невио возвращается в Восточную Европу в ранге главного тренера московского «Спартака», предложение от которого он назвал «приятным сюрпризом».

Но в декабрьский день 2003 года, когда стороны поставили свои автографы под документом, судьба всё же решила проверить человека-скалу на прочность. Утром Скала пил кофе в кафе на первом этаже московской гостиницы «Националь». Смотрел в окно на башни Кремля, проходящих мимо людей, проезжающие автомобили… Через полчаса у этого самого окна раздался взрыв. К счастью, Невио в этот момент уже находился в пути на пресс-конференцию, посвящённую подписанию контракта. Известие об этой трагедии, жертвой которой итальянец легко мог стать, другого человека повергло бы в шок и трепет. Однако когда Скала предстал перед журналистами, ни один мускул не дрогнул на его лице. Только в глазах можно было увидеть огонь эмоций. Казалось, что он вовсе не темпераментный итальянец, а потомок викингов.— 
В «Спартаке» Невио Скала столкнулся с тем же, с чем сталкивался в бытность главным тренером «Бешикташа» — сменой поколений, да и сменой эпох вообще: правление действующего президента подходило к концу, системное сумасбродство начала 2000-х достигало своего пика. Плюс ко всему — беспрецедентно длительную дисквалификацию получил лидер команды и её лучший игрок Егор Титов, которого Скала очень высоко ценил ещё задолго до того, как переехал в Москву. Скала вспоминает: «Подписав контракт со „Спартаком“, я полагал, что это очень организованный клуб с чётко выстроенной пирамидой. Приехав же в Москву обнаружил полный дилетантизм: тот „Спартак“ по своей сути был любительским клубом. Внутри него были хорошие, грамотные люди, но организации не было никакой. Например, два месяца мы работали с Титовым, вокруг которого тактически отрабатывалась вся игра в атаке. Рассчитывал на него как на лидера. Ещё в 97-м году, кстати, когда я работал в „Боруссии“ из Дортмунда, просил президента клуба приобрести Титова, но „Спартак“ запросил немыслимые отступные. Титов — феноменальный игрок, с которым только надо было поработать над психологией. Если бы у него самого было желание расти, мы бы за год такое с ним сделали!.. Итак, мы работаем, как вдруг я узнаю, причём от третьих лиц, а не от работников клуба, что Титов на этот самый год дисквалифицирован и что о такой перспективе нашему клубу, оказывается, было известно ещё в прошедшем декабре! Ну неужели меня нельзя было предупредить заранее?!» По вышеуказанным и многим другим, далёким от футбольных, причинам сезон 2004 начался для «красно-белых» не слишком удачно, более того, команда потерпела серию поражений как на внутренней, так и на внешней арене, но ближе к лету ситуацию в чемпионате удалось выправить. В конечном счёте Скала реорганизовал команду и вывел её из кризиса, внеся фактически решающий вклад в создание боеспособного коллектива, уже в следующем сезоне вернувшегося к борьбе за золото. 16 июля 2004 года в интервью изданию «Спорт-Экспресс» Невио Скала рассказал о своей работе в московском клубе: «В силу различных причин до сих пор мне не удавалось получить в своё распоряжение ту команду, которую мы рассчитывали создать. Сейчас начинается процесс строительства фактически новой команды. Думаю, что первые плоды нашей работы будут видны ближе к сентябрю».
Невио Скала был уволен в начале сентября 2004 года после победного матча с «Крыльями Советов» (3:1).

Поначалу я попал в очень сложную ситуацию. Я предлагал одних игроков, но мне купили всех тех, кого я не хотел. Ну вот не просил я того же Йенчи! Но они без меня обо всем договорились. Ничего не имею лично ни против Йенчи, ни против Тамаша, ни против Петковича, ни против Зоа… Они все — хорошие ребята, и я их не обвиняю. Виноваты те, кто их покупал. Эти люди решали благодаря таким приобретениям какие-то свои задачи. Потом всё вроде начало налаживаться, пришёл синьор Федун, с которым у нас сложились замечательные отношения, и мы потихоньку начали продумывать серьёзную программу работы на следующий сезон. У нас на бумаге уже была команда на будущее, и Федун предоставлял мне инициативу для действий. Но тут — новая напасть. На первый план вышел синьор Первак, который, считаю, принёс «Спартаку» много вреда. Так получилось, что мы с ним поссорились, и я вынужден был уйти. Федун тогда ещё не успел полностью войти в курс дел, и ситуация в «Спартаке» во многом была в руках Первака. Поэтому другого выхода, кроме отставки, у меня не оказалось. Жаль, потому что, поработай мы подольше с Федуном и «Лукойлом», успели бы сделать многое. Будь у меня ещё год — мы построили бы «Спартак» в лучшем виде! Но, к сожалению, я попал в Москву в неправильное время, когда клуб не управлялся настоящими футбольными менеджерами.— Невио Скала

## После 2004 года
Московский «Спартак» по-прежнему остаётся последним футбольным клубом в тренерской карьере Невио Скалы. Впрочем, затянувшаяся пауза не слишком тревожит специалиста: он вполне счастлив, занимаясь сельскохозяйственным бизнесом: «К счастью, я обеспечен, и мне не нужно браться за что попало. После „Спартака“ были предложения, но мне они показались неинтересными. О работе в Москве остались самые приятные воспоминания, мне было интересно работать с русскими людьми. Жаль, новый руководитель не предоставил мне шанса, когда у команды появились новые возможности». Позже Скала вернулся к ситуации в «Спартаке» 2004 года: «Когда я работал в „Спартаке“, президентом клуба был господин Червиченко, который мало что понимал в футболе. Мне покупали футболистов, в которых я совершенно не нуждался. Руководство плохо представляло, что нужно делать, и не шло со мной на контакт. Они делали всё, что хотели».
В конце марта 2012 года в интервью ITASPORTPRESS Невио Скала отметил, что готов вернуться к тренерской работе: «После опыта в „Спартаке“ я решил немного отдохнуть и посмотреть футбол в качестве обозревателя. За прошедшие годы у меня были предложения из России, с Украины, из Шотландии и Германии, но я не хотел возвращаться на мостик. Но если сейчас поступит какое-нибудь интересное предложение, я его обязательно рассмотрю. Да, я подтверждаю, что могу вернуться тренировать любую команду».
В настоящий момент[какой?] Скала работает комментатором на Rai Radio 1 и является одним из главных экспертов по российскому футболу в Италии.
С 2007 года является членом городского совета родного Лоццо-Атестино.
В 2015 году стал президентом футбольного клуба «Парма», который обанкротился и был вынужден начинать свой путь с любительской лиги Серия D. 22 ноября 2016 года, в день своего рождения, покинул должность президента.

## Награды и достижения

### В качестве игрока
«Милан»
- Чемпион Италии: 1967/68
- Обладатель Кубка европейских чемпионов: 1968/69
- Обладатель Кубка обладателей кубков: 1967/68
- Бронзовый призёр чемпионата Италии (2): 1968/69, 1975/76

Сборная Италии
- Чемпион Средиземноморских игр: 1967

### В качестве тренера
«Парма»
- Обладатель Кубка Италии: 1991/92
- Обладатель Кубка обладателей кубков: 1992/93
- Обладатель Кубка УЕФА: 1994/95
- Обладатель Суперкубка УЕФА: 1993
- Бронзовый призёр чемпионата Италии (2): 1992/93, 1994/95
- Финалист Кубка Италии: 1994/95
- Финалист Суперкубка Италии: 1992
- Финалист Кубка обладателей кубков: 1993/94

«Боруссия» (Дортмунд)
- Обладатель Межконтинентального кубка: 1997
- Финалист Суперкубка УЕФА: 1997

«Бешикташ»
- Серебряный призёр чемпионата Турции: 1999/00

«Шахтёр» (Донецк)
- Чемпион Украины: 2001/02
- Обладатель Кубка Украины: 2001/02

«Спартак» (Москва)
- Финалист Суперкубка России: 2004